# Автошлях E07

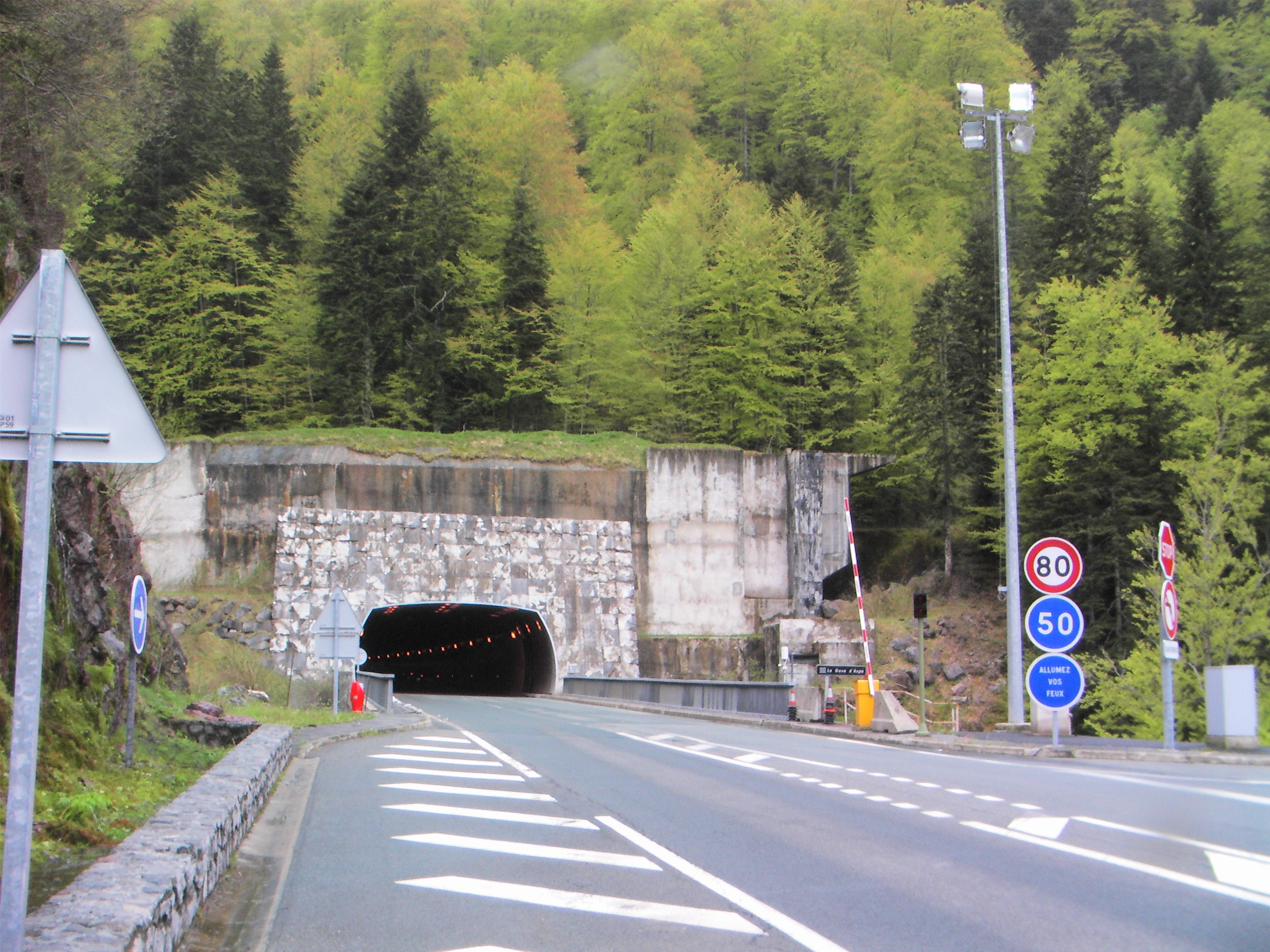
E-7 вхід у тунель з французької сторони

Європейський маршрут E07 — європейський автомобільний маршрут від По, Франція до Сарагоси, Іспанія.